# Kuivilla susta
Kuivilla susta è il secondo album di studio della cantante pop finlandese Kristiina Brask. Ha venduto circa 8 000 copie in Finlandia. Da esso sono stati estratti il singolo omonimo e Happee, hoitoo ja empatiaa. L'album ha fatto il suo debutto al numero 11 nella classifica degli album finlandesi, dove è restato per 4 settimane.

## Tracce
1. Kuivilla susta – 03:42
2. Salaa – 03:23
3. Sadetakin suojassa – 03:49
4. Happee, hoitoo ja empatiaa – 03:18
5. Enemmän kuin ystävä – 03:14
6. Vapaa menemään – 03:44
7. Kuva – 03:36
8. Mua pelottaa – 03:31
9. Taivas päällä maan – 03:47
10. Muovailuvahaa – 03:47
11. Korttitalo – 03:18

## Classifiche
| Classifica (2005) | Posizione massima |
| ----------------- | ----------------- |
| Finlandia         | 11                |